# Country Music Association
 (février 2009).
Si vous disposez d'ouvrages ou d'articles de référence ou si vous connaissez des sites web de qualité traitant du thème abordé ici, merci de compléter l'article en donnant les références utiles à sa vérifiabilité et en les liant à la section « Notes et références ».
Pour les articles homonymes, voir CMA.

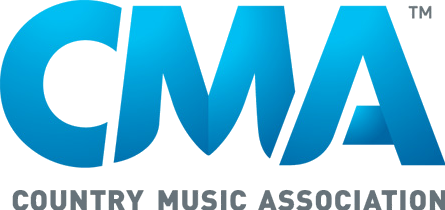
Logo de la Country Music Association

La Country Music Association (CMA) fut fondée en 1958 à Nashville, dans le Tennessee.
Constituée à l’origine de 233 membres, ce fut la première organisation de ce genre à promouvoir un style de musique. Les objectifs de cette organisation sont de promouvoir le développement de la musique country à travers le monde.
L'association est surtout connue par les fans de musique country pour sa remise de prix annuelle ; La Country Music Association Awards (diffusée en direct à la télévision chaque automne).
La première cérémonie des CMA Awards eut lieu en 1967 à Nashville. Sonny James († février 2016) et Bobbie Gentry présentèrent l'évènement qui n’était pas encore télévisé.
En 1968, Roy Rogers et Dale Evans animèrent à leur tour la cérémonie, qui fut présenté au Ryman Auditorium de Nashville. La cérémonie fut filmée et diffusée à la télévision sur la NBC quelques semaines plus tard. La première cérémonie en direct eu lieu l’année suivante, en 1969.